# 魚雷艇 (大日本帝国海軍)
この記事は、大日本帝国海軍における魚雷艇（ぎょらいてい）全般の記事である。大日本帝国海軍では、魚雷を主武装とした軽快な小型艇を特務艇のうちの魚雷艇に分類していた。

## 歴史
日本海軍における魚雷艇に関する本格的な研究は、1922年（大正11年）ごろに始まった。第一次世界大戦中に実績のあった、イギリスのソーニクロフト社のCMBやドイツのエルツ社の魚雷艇を購入したほか、国内の造船所に試作艇の建造を命じている。以降細々と研究が続いていたが、日中戦争中の1937年（昭和12年）に、第三艦隊旗艦であった出雲が中国海軍の魚雷艇の襲撃を受けたことで、魚雷艇への注目が急速に高まった。この後日本海軍は、日中戦争中に捕獲した英国製魚雷艇や、イタリアから購入したMAS艇、従来の研究結果を反映した実験艇を使って試験を繰り返し、1941年（昭和16年）に、排水量20トン級の第一号型（乙型）魚雷艇6隻の建造に至った。
1942年（昭和17年）の秋期からソロモン諸島の戦いにおいて、米海軍のPTボートが日本軍の輸送部隊や舟艇隊に大きな損害を与えており、これに対抗するため魚雷艇の投入が求められた。このため同年末から、乙型の設計を基本とした魚雷艇の大量建造が計画された。しかし、量産に適した軽量高出力の主機が無かったため、中古の航空機用のエンジン等、入手可能な様々な主機を利用したサブタイプが多数存在し、安定した性能（特に速力）を得られたものは多くなかった。速力が低かったため、魚雷艇ではなく雑役艇の雷艇に分類された艇も少なからず存在する。また、敵魚雷艇の駆逐、味方船艇の援護のために、魚雷兵装を廃して機銃を増備した隼艇という派生型がある。乙型の系列とは別にドイツのSボートを参考にした、より大型（80トン級）の甲型魚雷艇も少数建造された。なおこれに加え、戦時中にアメリカやオランダの魚雷艇若干を鹵獲し、戦利艇として利用している。
魚雷艇建造の本格化に伴い、1943年（昭和18年）1月には乗員訓練のため、海軍水雷学校に魚雷艇部が設けられ、後には水雷学校分校として、臨時海軍魚雷艇訓練所が開設されることとなった。訓練所は1944年（昭和19年）5月に横須賀市田浦から長崎県川棚町に移転し、魚雷艇の訓練が行われた。横須賀から川棚へ移されたのは、横須賀港や東京湾のように船舶の往来が激しい場所では、技術の未熟な魚雷艇学生の訓練場としては不適だと考えられたからだそうである。その訓練にふさわしい場所として大村湾が選ばれた。
魚雷艇の主機に適した2ストロークディーゼル機関の開発も行われており、パワーウエイトレシオは世界でもトップクラスであったが、実戦には間に合わなかった。

## 型式

### 試作・実験艇
- T-0型魚雷艇
- MAS艇 (日本海軍)

### 量産艇
- 一号型魚雷艇
- 甲型魚雷艇
- 乙型魚雷艇

### 捕獲艇
- 一〇一号型魚雷艇
- 一一四号魚雷艇